# Elias Hardy
Pour les articles homonymes, voir Hardy.
Elias Hardy, né vers 1744 à Farnham en Angleterre et mort le 25 décembre 1798 à Saint-Jean, Nouveau-Brunswick, Canada, est un avocat et homme politique canadien d'origine anglaise. Il représente le comté de Northumberland de 1786 à 1792 et Saint-Jean de 1793 à 1795 à l'Assemblée législative provinciale.

## Biographie
Né vers 1744 à Farnham en Angleterre, Elias Hardy représente le comté de Northumberland de 1786 à 1792 et Saint-Jean de 1793 à 1795 à l'Assemblée législative provinciale.
Il meurt le 25 décembre 1798 à Saint-Jean au Nouveau-Brunswick.